# ヒットメーカー (セガ)
株式会社ヒットメーカー (Hitmaker co., ltd.) は、かつて存在したセガの開発子会社。第3AM研究開発部が第3ソフトウェア研究開発部を経て独立し、2000年に設立された。
社長は小口久雄だったが、彼がセガの社長になったあとは熊谷美恵がヒットメーカーの社長になった。
主にアーケードの大型筐体ゲームを多く開発し、社名の通りヒット作になった作品も多い。
2002年には、ヒットメーカーがプロデュースしたダーツバー「Bee」が渋谷にオープンした。現在はマタハリーの子会社であるビーリンクによって全国展開されている。
2003年にセガ・ロッソを吸収合併したが、2004年7月1日に、セガの他の開発子会社であるセガワウ、SEGA-AM2、アミューズメントヴィジョン、スマイルビット、ソニックチーム、デジタルレックスとともに再びセガに統合された。

## 作品
- クラッキンDJ
- クレイジータクシー
- パワースマッシュ2
- エアトリックス
- クレイジータクシー2
- クラッキンDJ PART2
- 電脳戦機バーチャロン　フォース
- クレイジータクシー3
- 電脳戦機バーチャロン　マーズ
- コンフィデンシャルミッション
- DERBY OWNERS CLUB 2
- THE MAZE OF THE KINGS
- WORLD CLUB Champion Football
- セガガガ
- アヴァロンの鍵
- ASTRO BOY・鉄腕アトム -アトムハートの秘密-
- 頭文字D ARCADE STAGE ver.3（セガ・ロッソを吸収したあとに発売されたが、セガ・ロッソ名義）